# Грегуль, Валентин Николаевич
Валентин Николаевич Грегуль (укр. Валентин Миколайович Грегуль; род. 9 декабря 1973, Белая Церковь, Киевская область) — советский и украинский футболист, выступавший на позиции защитника. Известный благодаря выступлениям в тернопольской «Ниве», ивано-франковском «Прикарпатье», киевском ЦСКА и ещё ряде украинских клубов. В составе молодёжной сборной Украины провёл 1 матч.

## Биография
Валентин Грегуль родился в Белой Церкви, где и начал заниматься футболом в местной ДЮСШ. Позже он получал футбольные азы в харьковской ШИСП и обществе «Трудовые резервы» (Львов). На профессиональном уровне дебютировал в 1991 году в составе дрогобычской «Галичины». Проведя два неплохих сезона, перешёл в тернопольскую «Ниву», благодаря выступлениям в которой стал известным. В Тернополе Грегуль провёл 5,5 сезонов, став незаменимым игроком команды и отыграв более 100 матчей в чемпионатах Украины. Кроме того, своей игрой он заслужил вызов в молодёжную сборную Украины, за которую сыграл один матч, выйдя на 85-й минуте вместо Валерия Кривенцова в матче против «молодёжки» Словакии, который состоялся 30 марта 1994 года.
В 1998 году Валентин оказался в донецком «Металлурге», где провёл вторую часть сезона 1997/98, однако покинул клуб, откликнувшись на предложение киевского ЦСКА, который как раз получил право играть в еврокубках. Сезон начался для Грегуля довольно неплохо — он был основным правым защитником «армейцев» как в чемпионате страны, так и в матчах Кубка Кубков, однако во втором круге на поле почти не появлялся, выступая преимущественно в составе ЦСКА-2. Футболиста это не могло удовлетворить и он решил сменить обстановку.
В начале сезона 1999/2000 защитник оказался в ивано-франковском «Прикарпатье». По итогам первого сезона «прикарпатцы» покинули высшую лигу, однако сам Грегуль действовал на поле достаточно неплохо, раскрыв в себе бомбардирский талант. В следующем сезоне падение клуба продолжалось, «Прикарпатье» боролось за выживание уже в первой лиге и выполнило задачу не в последнюю очередь именно благодаря своему правому защитнику, который отличился в матчах чемпионата 8 раз.
Желая поиграть на более высоком уровне, Грегуль принял предложение львовских «Карпат», но по окончании первого круга Валентин перешёл в александрийскую «Полиграфтехнику». На зимних сборах игроку начали досаждать травмы и на второй круг «александрийцы» его не заявили, а после прохождения курса лечения Грегуль вернулся в «Прикарпатье». Однако заиграть на уровне прошлых сезонов Валентину никак не удавалось и после 1,5 сезонов в составе тернопольской «Нивы», что разграничивались одним кругом в рядах «Буковины», футболист решил повесить бутсы на гвоздь.